# Janusz Mulawka
Janusz Mulawka (ur. 18 czerwca 1964 w Stalowej Woli) – polski piłkarz.

## Kariera
W młodości uprawiał skok wzwyż. Od 14 roku życia trenował piłkę nożną w Stali Stalowa Wola. Wśród jego trenerów był Rudolf Patkoló. Był zawodnikiem lewonożnym. W drużynie seniorskiej „Stalówki” zadebiutował w wieku 17 lat. Wraz z macierzystym klubem dwukrotnie awansował z II ligi do I ligi (sezony 1986/1987 i 1990/1991), po czym występował w najwyższej klasie rozgrywkowej edycji 1987/1988, 1991/1992. Jesienią 1992 został zawodnikiem Siarce Tarnobrzeg i w jej barwach grał w rundzie wiosennej sezonu I ligi 1992/1993. Łącznie w trzech sezonach I-ligowych rozegrał 56 spotkania, w których zdobył trzy gole, w tym 48 meczów i dwa gole dla Stali Stalowa Wola. Od jesieni 1993 przez niespełna dwa lata grał w Hetmanie Zamość w II lidze. Na przełomie 1994/1995 przerwał grę. Był także zawodnikiem Tomasovii Tomaszów Lubelski. Latem 1995 został zawodnikiem Stali Sanok w sezonie III ligi 1995/1996 (wraz z nim inny zawodnik Stali Stalowa Wola, Dariusz Michalak) i w debiutanckim meczu 6 sierpnia 1995 zdobył zwycięskiego gola w derbach z Karpatami Krosno na wyjeździe (0:1 dla Stali). Po rundzie jesiennej 1995/1996 odszedł z Sanoka. U schyłku kariery był grającym trenerem zespołu Sparta Jeżowe.